# Hidroxid de curiu
Hidroxidul de curiu este o bază alcătuită din trei grupări hidroxil și un atom de curiu. Formula sa chimică este Cm(OH)3. 